# Lycée Français Marie Curie de Zurich
Il Lycée Français Marie Curie de Zurich è un'istituzione educativa che si trova vicino a Zurigo, nel comune di Dübendorf in Svizzera. Questa scuola è stata approvata dal Ministero della Pubblica Istruzione francese e ha un accordo con l'Agenzia per l'Educazione Francese all'Estero (AEFE) e ha ottenuto il riconoscimento da parte della Bildungsdirektion (Ministero dell’Istruzione) del Cantone di Zurigo. Il LFZ accoglie più di 1.140 allievi dalla scuola dell'infanzia all'ultimo anno del liceo.

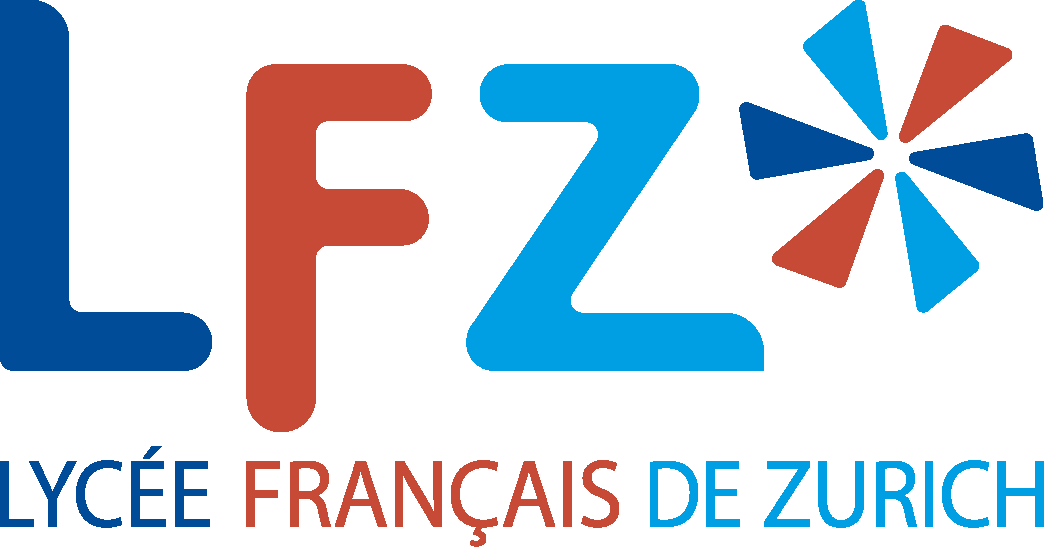

## Storia

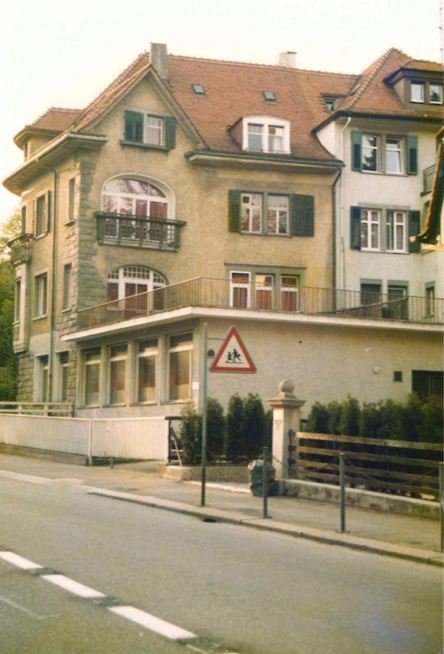
Scuola francese di Zurigo, Bergstrasse

La Scuola Francese di Zurigo è stata creata il 5 giugno 1955, su iniziativa dell'Abbé Henri Joliat, direttore della Missione Cattolica di Lingua Francese, di alcuni genitori e del Consolato Generale di Francia a Zurigo. Pochi mesi dopo, il 17 ottobre 1955, la scuola francese ebbe a disposizione un’aula alla Missione Cattolica in Hottingerstrasse a Zurigo. Jeanne Obrecht, una maestra francese laureata, fu incaricata di insegnare a 14 alunni dai 5 e 10 anni (e di quattro nazionalità diverse). Il gruppo di genitori volontari fecero pressione, allora, sulle autorità scolastiche cantonali e comunali per ottenere i permessi necessari. “L'Association de l'école française” fu istituita il 12 gennaio 1956 e raccolse la maggior parte del suo denaro attraverso donazioni.
All'inizio del secondo anno scolastico, nell'ottobre 1956, la scuola accolse 26 alunni della scuola primaria, 7 della scuola secondaria e una nuova insegnante: La Signora Andrée Frey. Tuttavia, l'autorità educativa del Cantone di Zurigo decise di escludere i bambini svizzeri dalla scuola francese. In giugno, l'associazione dei genitori della scuola presentò un ricorso contro questa decisione e al termine di un anno di trattative, la scuola fu autorizzata ad accettare allievi svizzeri a certe condizioni e fu finalmente riconosciuta come scuola privata.
Il numero di alunni aumentò e il comitato di gestione decise di comprare una casa privata nel 1959 nella Rütistrasse. La scuola francese ci si è trasferì nel 1960.  L'edificio fu progressivamente trasformato in una scuola moderna (furono aggiunti una palestra, aule più grandi, ecc. ...) e inaugurato ufficialmente il 30 aprile 1960. Nel 1976, l'apertura delle classi della scuola secondaria fecce aumentare oltre 200 il numero di studenti, costringendo la scuola ad affittare una casa vicina per ospitare diverse classi. Il comitato di gestione prese poi, in considerazione, il trasferimento. Il numero degli alunni continuò a crescere e nel 1978 il comitato di gestione, un gruppo di genitori e il preside, Joseph Goldschmidt, scelsero il sito di Gockhausen per la costruzione di un nuovo edificio di una capacità di 275 alunni.  Nel 1980, la scuola francese lasciò Zurigo e si trasferì a Im Tobelacker a Gockhausen.

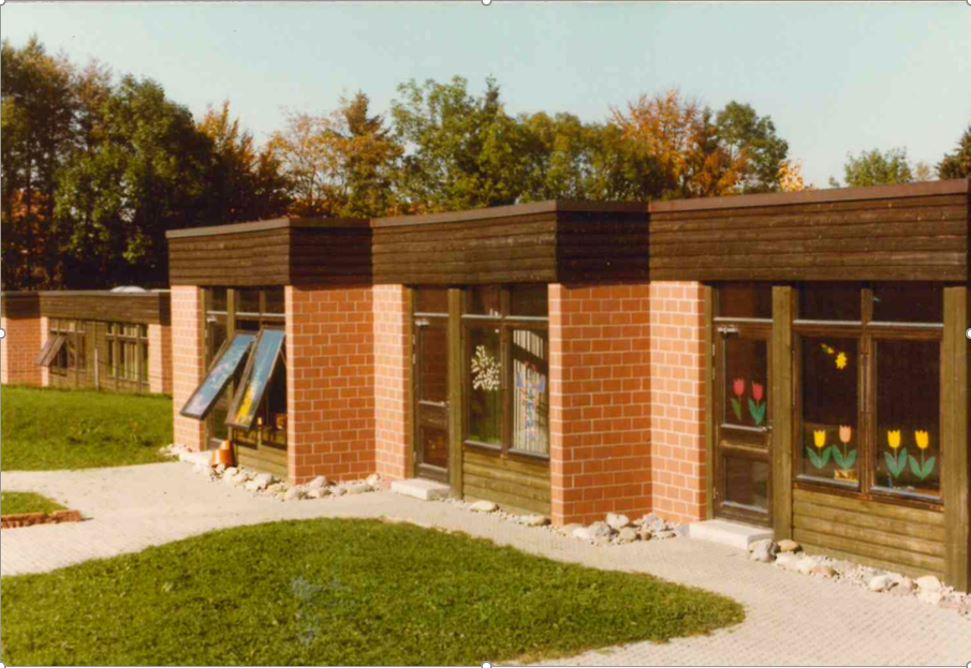
Scuola francese im Tobelacker (Gockhausen)

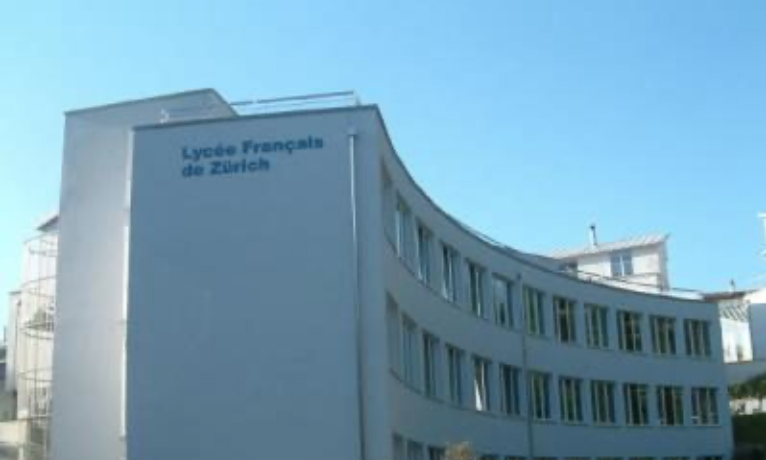
Lycée français de Zurich Ursprungstrasse (Gockhausen)

Il governo francese nominò allora Yves Marandet come preside della scuola fino al 1983. Nel 1989, la Francia autorizzò la scuola francese a prendere il nome di "Lycée Français de Zurich" (LFZ).
Nel 1990 fu creata l'AEFE con la missione di unire e di sostenere tutte le scuole francesi all'estero a modo di garantire una buona istruzione agli studenti e di rafforzare i legami tra i sistemi educativi stranieri e francesi. Nel 1995 la maturità francese aprì finalmente le porte delle università svizzere agli studenti del liceo, a condizione di ottenere una media superiore a 12 su 20 all’esame.
Il numero degli alunni della scuola francese continuò a crescere, e solo nel novembre 2001 l'assemblea generale dei genitori approvò a larga maggioranza la costruzione di un nuovo edificio nella Ursprungstrasse di Gockhausen. Il 2 settembre 2003, gli studenti della scuola secondaria iniziarono il loro anno scolastico in un nuovo edificio sul sito di Ursprung.

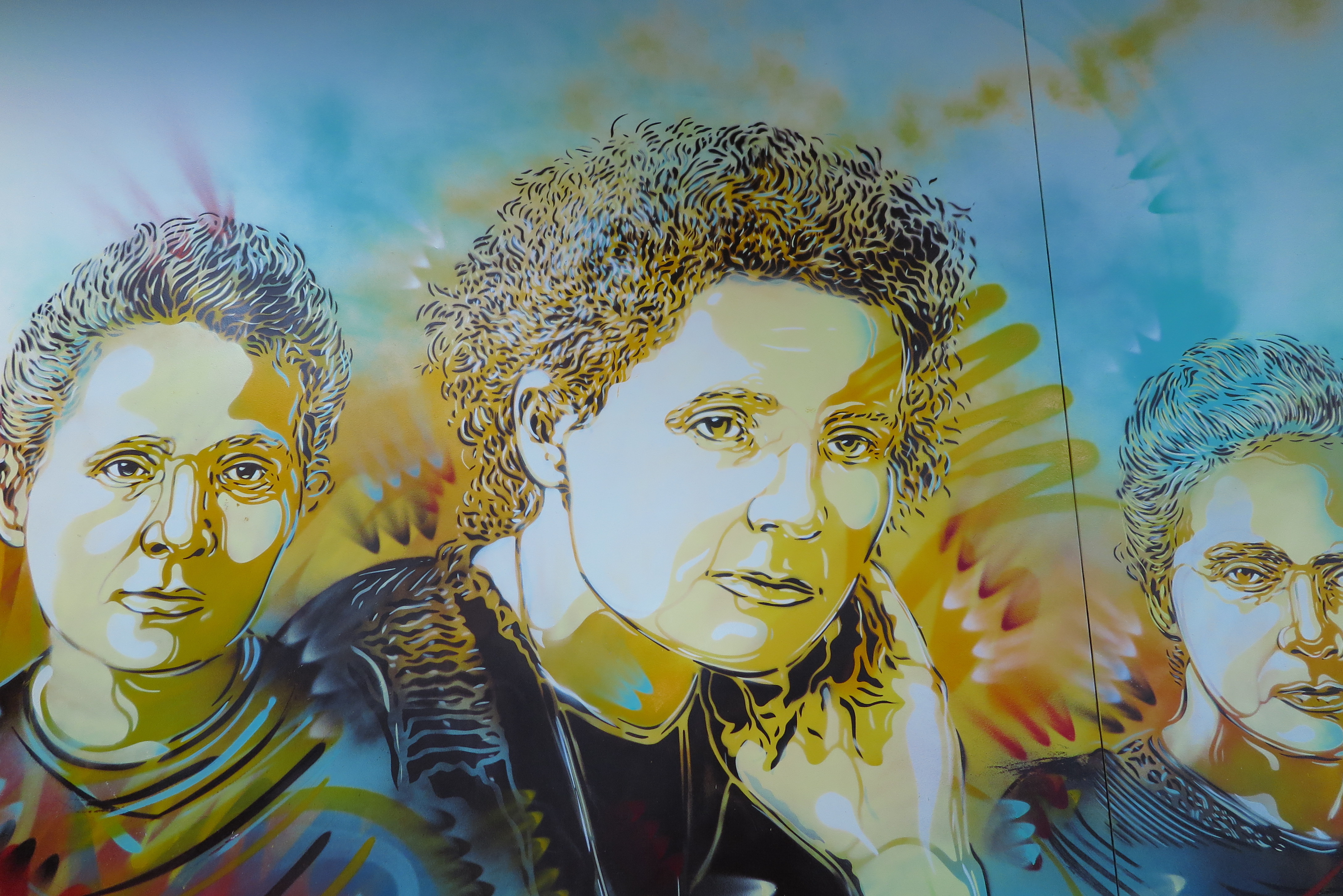
Marie Curie. Opera di street art sul muro di lfz dell'artista C215 Christian Guémy

Nel 2006, in occasione del 50º anniversario del LFZ, è stato lanciato un concorso per associare il nome della scuola a quello di una personalità che incarna al meglio i valori del Lycée Français de Zurich. La scuola prese il nome di "Marie Curie" in onore alla pioniera che fu due volte Premio Nobel per la Fisica e la Chimica.
Il numero degli studenti raddoppiò tra il 2003 e il 2010 per cui essi furono divisi su quattro sedi: l'asilo si trasferì a Stettbach (nel 2007), la scuola elementare rimane a Tobelacker, l'edificio Ursprung fu riservato alla scuola media invece la scuola superiore occupò dei locali in affitto nell'edificio SAWI (nel 2011).
All'inizio dell'anno scolastico 2011, il numero degli studenti del LFZ aumentò a più di 700. La scuola sviluppa allora il suo programma di lingua tedesca e istituisce un programma bilingue francese-tedesco nella scuola materna, in modalità paritaria, riconosciuto ufficialmente dal Dipartimento dell'Educazione del Cantone di Zurigo.
Nel novembre 2012, l'associazione dei genitori approvò in assemblea generale la decisione di costruire un edificio concepito per ricevere 1100 alunni.
Nel settembre 2014 fu posta a Dübendorf la prima pietra del nuovo edificio e il LFZ aprì le sue porte ufficialmente a settembre 2016. L'inaugurazione del nuovo edificio e i 60 anni della scuola furono festeggiati il 26 novembre 2016.
Fu indetto un concorso per dare il nome della strada alla scuola, e fu chiamata "Zukunftstrasse" (strada del futuro).
Nel 2017, il LFZ è stato premiato con il prestigioso titolo di "Edificio svizzero dell'anno" e superò il traguardo dei 1000 alunni.

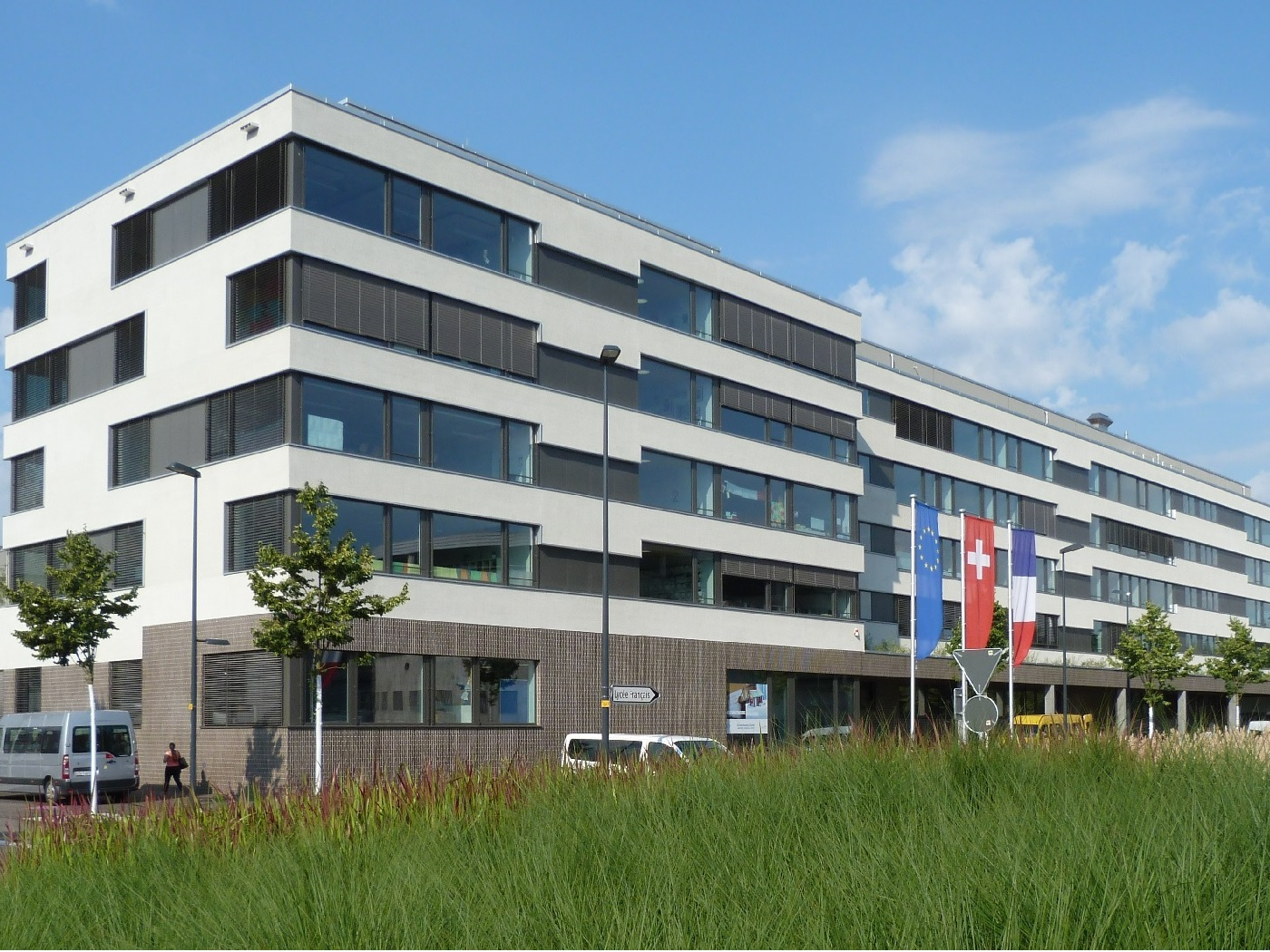
Lycée français Marie Curie de Zurich, Zukunftstrasse 1, (Dübendorf)

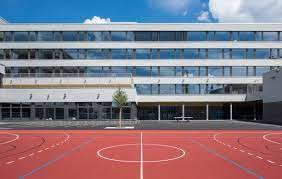
Lycée français Marie Curie de Zurich, Zukunftstrasse 1, (Dübendorf)

Nel 2020 il nuovo edificio raggiunse il limite della propria capacità. Per rimediare a questo problema, un annesso con quattro aule venne affittato a pochi passi dalla scuola.
Nel 2021 la scuola diventa sede d'esame per il nuovo baccalauréat (maturità francese) e il diplôme national du brevet (esame di terza media).
Oggi il Lycée Français de Zurich è una scuola moderna, che si evolve con i tempi. Infatti, molti passi sono fatti verso lo sviluppo sostenibile e per essere sempre all'avanguardia della tecnologia.

## Presidi
- Goldschmidt Joseph (1977 à 1980)
- Marandet Yves (1980 à 1983)
- Portzer Jean Paul (1983 à 1989)
- Leleu René (1989 à 1995)
- Portela Nelly (1995-1996)
- Magère Christine (1997-1999)
- Lebourgeois Claudine (2000-2005)
- Drussel Jean-Luc (2006-2011)
- Renn Brigitte (2011-2015)
- Savall Paul (2015-2020)
- Strupler Laurent (2020-2022)
- Duvauchelle Quentin (da settembre 2022)

## Evoluzione della popolazione scolastica
Evoluzione della popolazione scolastica del Lycée Français Marie Curie fin dalla sua fondazione nel 1955

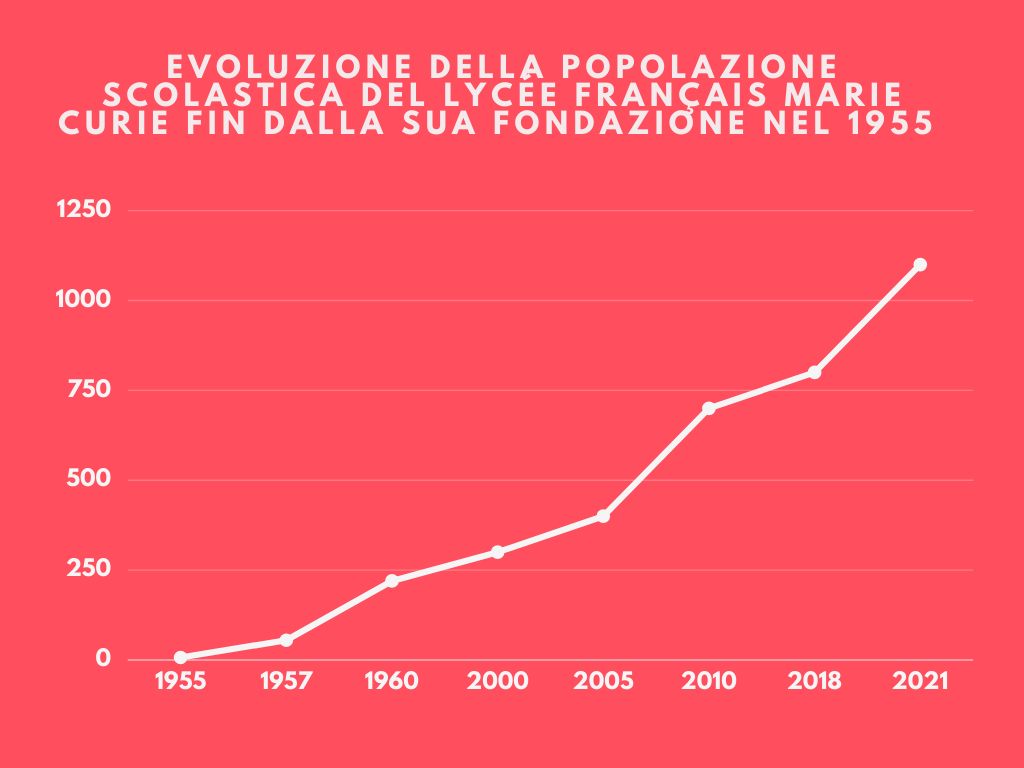

## Le lingue nel LFZ[24]
- Corso bilingue francese-tedesco o corso classico di francese nella scuola elementare
- Inglese insegnato dal CE2 (terza elementare)
- Insegnamento opzionale dello spagnolo dalla 6ème (Prima Media).
- Insegnamento facoltativo del latino dalla 6ème (Prima Media).

Il percorso bilingue introdotto nel settembre 2011 porta gli studenti della scuola materna ed elementare alla padronanza di entrambe le lingue alla fine del loro percorso scolastico attraverso l’acquisizione naturale del francese e del tedesco. Le materie non linguistiche vengono insegnate in egual misura nella scuola elementare: ogni materia viene insegnata in francese e in tedesco per assicurare lo sviluppo congiunto delle competenze e per avere un programma equilibrato per entrambe le due lingue. Questo corso bilingue del LFZ è riconosciuto ed è autorizzato dalla Pubblica Istruzione  (Bildungsdirektion). Codesto è anche compatibile con il programma scolastico del Cantone di Zurigo e con la Pubblica Istruzione francese.
La scuola appartiene alla rete PASCH ed è una DSD-Schule, cioè una sede d'esame per il certificato di lingua tedesca DSD,  per la certificazione di lingua inglese IELTS e le certificazioni di lingua spagnola DELE (Diploma de Español como Lengua Extranjera) e SIELE (Servicio Internacional de Evaluación de la Lengua Española).

## Istruzione digitale nel LFZ
Per rispettare la legge di orientamento e di programmazione per la rifondazione della scuola della Repubblica, che invita le scuole ad entrare nell'era digitale, il Lycée (francese di Zurigo) ha dotato, nell’Aprile 2016, ogni studente di due classi pilota (una classe in CM2 elementare e un'altra in spagnolo secondaria). François Latouche, il direttore della scuola elementare, è stato nominato responsabile e leader del progetto dalla direzione pedagogica. Questo investimento è stato presentato al comitato di gestione nel dicembre 2015 e di nuovo nel giugno 2016 dopo la valutazione delle esperienze pilota. Il comitato diede il suo consenso in tal modo che tutti gli insegnanti del LFZ ricevettero un computer portatile e un tablet. Essi hanno partecipato ad almeno cinque sessioni di formazione per sviluppare competenze professionali e scenari pedagogici che integrano la tecnologia digitale come valore aggiunto.
Sono state offerte conferenze alle famiglie per sensibilizzarle e informarle. Una di queste, nel giugno 2017, condotta da Emmanuel Davidenkoff, autore di "Le tsunami numérique”, ha convinto molti genitori. Dal 2 settembre 2017, tutti gli studenti dal CP al Terminale sono stati dottati da un tablet per attività didattiche basate sulla personalizzazione dell'apprendimento, la differenziazione didattica, la creatività, il pensiero critico, la cooperazione tra studenti, la comunicazione e la cittadinanza digitale. Nelle classi dell’asilo (nelle medie e grandi classi), ogni insegnante usa 6 tablet per classe.
La dotazione di un tablet per ogni alunno ha permesso di mantenere la continuità didattica durante il periodo di blocco da marzo a maggio 2020 attraverso l'attuazione del piano CALM (Classe À La Maison). Ogni alunno, avendo uno strumento familiare, ha potuto seguire le lezioni tramite il tablet subito dopo il Lockdown in marzo 2020.
Questa scelta di attrezzature è stata rinnovata all'inizio dell'anno scolastico 2021, con l'attuazione della fase 2 e la fornitura di un tablet di ultima generazione

## Alumni
- Nina Bouraoui